# Kazimierz Pańkowski
Kazimierz Pańkowski (ur. 18 czerwca 1838 w Łące k. Rzeszowa, zm. 13 lipca 1901 w Mokrzanach, gmina Horodyszcze, powiat samborski) – polski zootechnik, profesor, autor licznych publikacji z zakresu hodowli zwierząt.
Kazimierz Pańkowski w latach 1849–1853 był uczniem rzeszowskiego gimnazjum. Studiował na Politechnice Lwowskiej w latach 1855–1856. Wychowanek Szkoły Rolniczej w Dublanach w latach 1856–1858, studiował w Akademii w Altenburgu na Węgrzech. W latach 1862–1867 był dyrektorem Szkoły w Dublanach. W następnych latach (1878-1896) jej wykładowcą. Dzierżawił majątek Grzybowice k. Lwowa (1868–1878). Mieszkał w Malechowie k. Lwowa (1878-1890). Brał udział Wystawie Powszechnej w Wiedniu w 1873 roku. Nabył majątek Mokrzany dla córki Heleny, w którym zmarł. Członek i działacz Galicyjskiego Towarzystwa Gospodarskiego, członek jego Komitetu (24 czerwca 1878 – 14 czerwca 1882).
Opisany w Polskim Słowniku Biograficznym. Autor m.in.: Chów zwierząt domowych w ogólności 1874; Teoria czyli nauka wyżywienia zwierząt domowych 1877; Chów koni 1885; Chów trzody chlewnej 1886.
Kazimierz Pańkowski zmarł i został pochowany w Mokrzanach.

## Rodzina
Ożeniony z Honoratą Komarnicką (ur. ok. 1840, zm. w Mokrzanach i tam pochowana). Miał z nią synów Mieczysława Pańkowskiego (ur. 6.10.1865 Dublany, zm. 9.11. 1940 Kraków) i Stanisława Pańkowskiego (ur. 1868 Grzybowice) oraz córkę Helenę Maciołowską (ur. 17.06.1886 Malechów, zm. 2.12.1953 Kościan) żonę Juliusza Maciołowskiego (ur. 30.5.1876 Kraków, zm. 1941 Karłag, obwód Karagandyjski, Kazachstan). Dziadek: Kazimierza Maciołowskiego (1903–1940), Stanisława Maciołowskiego (ur. 10.09.1905 w Drohobyczu, zm. 5.09.1998 w Poznaniu), Władysława Maciołowskiego (17.06.1917 Mokrzany – 10.01.1992. Ludwikowo koło Poznania), Marii Maciołowskiej (ur. 7.07.1918 Mokrzany, z. 23.11.1983 Odolanów pochowana w Sośnie), Anny Pańkowskiej i Marii Pańkowskiej.